# 喜谷暢史
喜谷 暢史（きたに のぶちか、1970年4月22日 -)は日本の小説家。男性。
教員であり改革者。村上春樹や三島由紀夫の研究を行っている。大阪府出身。
論集「〈教室〉の中の村上春樹」に掲載されている『ノルウェイの森』論は孫立春によって中国語訳されている。
著書に「一週間パイロット」（丸子陣屋堂）などがある。